# Minamikatsushika-gun

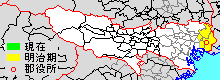
Lage des Kreises in Tokio mit Gemeindegrenzen des 21. Jahrhunderts, Meiji-Zeitliche Ausdehnung gelb, Kreisverwaltung rot

Minami-Katsushika (jap. 南葛飾郡 Minami-Katsushika-gun), Süd-Katsushika, war von 1878 bis 1932 ein Landkreis (-gun) der japanischen Präfektur (-fu, heute -to) Tokio.
Er entstand 1878 bei der formalen Teilung des Kreises Katsushika aus dessen in Tokio gelegenen Teil, die im nördlichen Teil von Musashi in der Präfektur (-ken) Saitama gelegenen Gebiete von Katsushika wurden zu Mittel- (Naka-) und Nord- (Kita-)Katsushika. Sitz der Kreisverwaltung von Süd-Katsushika war Komatsugawa. Bei der Einführung der modernen Gemeinden 1889 wurde der Kreis in eine Stadt und 23 Dörfer eingeteilt. Die Mehrheit davon wurde im frühen 20. Jahrhundert zu Städten. Bis zur Volkszählung 1930 war die Einwohnerzahl von Süd-Katsushika auf 479.917 angestiegen. 1932 wurden alle Städte und Dörfer vollständig in die kreisfreie Stadt (-shi) Tokio eingemeindet und dort in vier [Stadt-]Bezirken (-ku) organisiert: Mukōjima, Katsushika, Jōtō und Edogawa. Nach der Abschaffung der Stadt Tokio im Zweiten Weltkrieg liegt das frühere Gebiet von Süd-Katsushika seit 1947 in den heutigen [Sonder-]Bezirken ([tokubetsu]-ku) Edogawa, Sumida, Kōtō, Katsushika und mit einem winzigen Teil Adachi.

## Gemeinden 1889
| Gemeindegliederung in Süd-Katsushika (Ziffern) in Tokio 1889, heutige Gemeinden in Flächenfarben Buchstaben: historisch zum Katsushika-gun gezählt, in der Hauptsache aber schon 1878 als -ku von Tokio vom -gun getrennt (-ku damals: ~Stadtkreise =meistens komplette Städte, z. B. Hiroshima-ku von Hiroshima, Yokohama-ku von Kanagawa, Akamagaseki-ku von Yamaguchi, bloß in den drei Stadtpräfekturen Tokio, Osaka und Kyōto kleinteiligere Gliederungen), 1889 unter Eingliederung weiterer vormoderner Dörfer aus (Süd-)Katsushika Stadtbezirke der neuen kreisfreien Stadt Tokio Anlass für mehrere Gemeindeteilungen 1914 war der geplante Bau des Arakawa-hōsuiro („Arakawa-Entwässerungskanal“=heutiger Unterlauf des Arakawa) | |

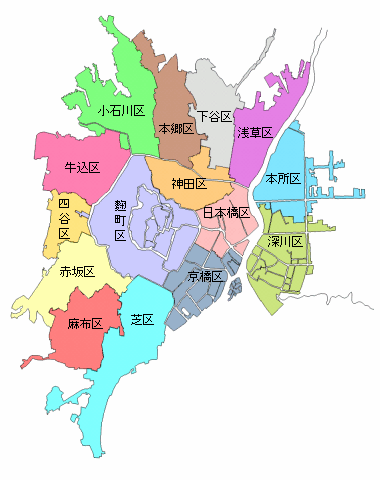
Die damals neu eingerichteten 15 Stadtkreise (-ku) der Präfektur Tokio 1878. Bei der Gründung der Stadt Tokio 1889, als die Stadtkreise zu Stadtbezirken wurden, wurden die Ostgrenzen von Honjo (blau) und Fukagawa (grün) im Osten begradigt und erheblich nach Süd-Katsushika hinein erweitert

| - 1 寺島村 Terajima-mura, ab 1923 -machi, 1932 zu Tōkyō-shi (darin Mukōjima-ku, heute Sumida-ku) - 2 隅田村 Sumida-mura, ab 1923 -machi, 1932 zu Tōkyō-shi (darin Mukōjima-ku, heute Sumida-ku) - 3 吾嬬村 Azuma-mura, ab 1912 -machi, 1932 zu Tōkyō-shi (darin Mukōjima-ku, heute Sumida-ku) - 4 大木村 Ōki-mura, 1914 zwischen Azuma-machi und Honden-mura geteilt (beide 1932 zu Tōkyō-shi, darin Mukōjima-ku und Katsushika-ku, heute Sumida-ku und Katsushika-ku) - 5 亀戸村 Kameido-mura, ab 1900 -machi, 1932 zu Tōkyō-shi (darin Jōtō-ku, heute Kōtō-ku) - 6 大島村 Ōjima-mura, ab 1900 -machi, 1932 zu Tōkyō-shi (darin Jōtō-ku, heute Kōtō-ku) - 7 砂村 Suna-mura, ab 1921 -machi, 1932 zu Tōkyō-shi (darin Jōtō-ku, heute Kōtō-ku) - 8 新宿町 Niijuku-machi, 1932 zu Tōkyō-shi (darin und danach Katsushika-ku) - 9 立石村 Tateishi-mura, ab 1890 本田村 Honden-mura, ab 1928 -chō, 1932 zu Tōkyō-shi (darin und danach Katsushika-ku) - 10 亀青村 Kameao-mura, 1932 zu Tōkyō-shi (darin und danach Katsushika-ku) - 11 南綾瀬村 Minami-Ayase-mura („Dorf Süd-Ayase“; das nördlich angrenzende Ayase-mura lag im Kreis Süd-Adachi), ab 1928 -machi, 1932 zu Tōkyō-shi (darin und danach Katsushika-ku, ein Teil 1934 zum Adachi-ku) - 12 金町村 Kanamachi-mura, ab 1925 Kanamachi (als Stadt keine Dopplung „Stadtstadt“ im Namen), 1932 zu Tōkyō-shi (darin und danach Katsushika-ku) - 13 水元村 Mizumoto-mura, 1932 zu Tōkyō-shi (darin und danach Katsushika-ku) | - 14 奥戸村 Okudo-mura, ab 1930 -machi, 1932 zu Tōkyō-shi (darin und danach Katsushika-ku) - 15 平井村 Hirai-mura, 1914 zwischen Komatsugawa-machi und Okudo-mura geteilt (beide 1932 zu Tōkyō-shi, darin und danach Edogawa-ku und Katsushika-ku) - 16 小松川村 Komatsugawa-mura, Sitz der Kreisverwaltung, 1914 geteilt zwischen Matsue-mura und unter Fusion einer neuen Komatsugawa-machi, 1932 zu Tōkyō-shi (darin und danach Edogawa-ku) - 17 船堀村 Funabori-mura, 1914 zwischen Komatsugawa-machi und Matsue-mura geteilt (beide 1932 zu Tōkyō-shi, darin und danach Edogawa-ku) - 18 松江村 Matsue-mura, ab 1926 -machi, 1932 zu Tōkyō-shi (darin und danach Edogawa-ku) - 19 瑞穂村 Mizuho-mura, 1913 zu 瑞江村 Mizue-mura (1932 zu Tōkyō-shi, darin und danach Edogawa-ku) - 20 一之江村 Ichinoe-mura, 1913 zu Mizue-mura (1932 zu Tōkyō-shi, darin und danach Edogawa-ku) - 21 葛西村 Kasai-mura, 1932 zu Tōkyō-shi (darin und danach Edogawa-ku) - 22 鹿本村 Shikamoto-mura, 1932 zu Tōkyō-shi (darin und danach Edogawa-ku) - 23 篠崎村 Shinozaki-mura, 1932 zu Tōkyō-shi (darin und danach Edogawa-ku) - 24 小岩村 Koiwa-mura, ab 1928 -machi, 1932 zu Tōkyō-shi (darin und danach Edogawa-ku) - (A) 本所区 Honjo-ku (seit 1878) in den vergrößerten Grenzen von 1889, fortan als Stadtbezirk Teil von Tōkyō-shi, ab 1943 präfekturunmittelbar, ab 1947 Sumida-ku - (B) 深川区 Fukagawa-ku (seit 1878) in den vergrößerten Grenzen von 1889, fortan als Stadtbezirk Teil von Tōkyō-shi, ab 1943 präfekturunmittelbar, ab 1947 Kōtō-ku |